# Gerd Maximovic
Gerd Maximovic (Langenau, 1944. augusztus 29. –) német sci-fi-szerző.

## Élete
A diploma megszerzése után Saarbrücken-ben dolgozott tanárként. Jelenleg Brémában él.

## Munkássága
Több sci-fi és filozófiai írása jelent meg. Az első 1979-ben Die Erforschung des Omega-Planeten címmel.
Sci-fi regényei:
- 1979 Die Erforschung des Omega-Planeten
- 1984 Das Spinnenloch
- 2001 Moschus No.
- 2002 Alpha-Station
- 2004 Die neuen Menschen
- 2004 Botschaften von den Sternen

## Fordítás
- Ez a szócikk részben vagy egészben  a   Gerd Maximovic című német Wikipédia-szócikk fordításán alapul.  Az eredeti cikk szerkesztőit annak laptörténete sorolja fel. Ez a jelzés csupán a megfogalmazás eredetét és a szerzői jogokat jelzi, nem szolgál a cikkben szereplő információk forrásmegjelöléseként.